# 혼스
《혼스》(영어: Horns)는 2013년 공개된 다크 판타지 스릴러 영화로, 조 힐의 소설 《뿔》을 원작으로 한다.

## 줄거리
이그나티우스 "이그" 페리시는 그의 여자친구 메린 윌리엄스가 강간당하고 살해당했을 때 유력한 용의자로 지목된다. 그는 자신의 무죄를 주장하지만, 공동체로부터 외면당한다. 그는 언론을 피해 부모님과 형 테리에게 몸을 숨긴다. 이그를 유죄라고 믿는 메린의 아버지가 주도하는 추모식 후, 이그는 술에 취해 메린의 추모비에 소변을 보고 친구와 하룻밤을 보낸다. 다음 날 아침, 그는 머리에서 뿔 한 쌍이 튀어나온 채 잠에서 깬다. 뿔은 사람들에게 이그에게 그들의 가장 어두운 비밀과 욕망을 말하도록 강요하는 특별한 힘을 가지고 있다. 이그의 명령에 따라 그들은 그것들을 실행한다.
뿔을 제거하기 위해 의사를 만나러 가는 동안, 이그는 마취 상태에서 어린 시절 메린을 처음 만났을 때를 꿈꾼다. 메린이 교회에서 목걸이를 떨어뜨려 깨뜨리는 것을 본 후, 어린 이그와 그의 친구들은 체리 밤을 가지고 논다. 이그는 체리 밤을 얻기 위해 위험한 내기를 감수하다가 거의 익사할 뻔하지만, 지금은 변호사인 어린 시절 친구 리 투르뇌에게 구조된다. 리가 메린의 깨진 목걸이를 고쳐준 후, 이그는 자신이 목걸이를 메린에게 돌려주기 위해 자신이 얻은 체리 밤을 리에게 준다. 리는 체리 밤이 손에서 우연히 터져 손가락 두 개를 잃는다. 이그와 메린은 고쳐진 목걸이로 유대감을 형성하고 사랑에 빠져 함께 숲속의 트리하우스를 자주 방문한다.
이그는 부모님을 방문하고, 뿔의 힘 아래에서 어머니는 그를 아들로 원하지 않으니 떠나라고 말한다. 아버지는 그에게 메린 없이는 쓸모없으며 그의 친구가 DNA 검사가 진행되던 연구실을 불태우는 것을 도왔다고 말한다. 이그가 술집으로 향할 때, 주차장에서 그는 기자들을 싸움으로 유도한다. 그는 술집 사람들에게서 메린을 죽이지 않았다는 증거를 찾으려 한다. 여러 사람이 그들의 가장 깊고 어두운 비밀을 고백하고, 주인 겸 바텐더는 보험금을 받기 위해 건물을 불태운다.
한 고백을 통해 이그는 사건의 새로운 증인이 메린이 죽던 밤 그와 헤어졌던 식당의 웨이트리스임을 알게 된다. 이그는 그녀를 찾아내고 그녀가 유명해지기 위해 이야기를 조작하고 있었다는 것을 알게 된다. 이그가 테리와 이야기할 때, 그는 테리가 메린이 죽던 밤 식당에서 메린을 차로 데려갔다는 것을 알게 된다. 테리를 만졌을 때, 이그는 그날 밤 무슨 일이 일어났는지 보게 된다. 메린은 집으로 가는 길에 차에서 내려 숲으로 달려갔다. 테리는 차에서 기절했고 다음 날 아침 손에 피 묻은 돌을 든 채 잠에서 깨어 트리하우스 아래에서 메린이 죽어 있는 것을 발견했다. 연루될까 봐 두려워서 그는 도망쳤다. 격분한 이그는 또 다른 어린 시절 친구인 에릭 해니티 경관에게 체포될 때까지 테리를 폭행한다. 다음 날 아침, 이그는 리의 도움으로 감옥에서 풀려난다. 이그는 리가 메린의 십자가 목걸이를 착용하고 있는 것을 발견하고 그에게 그것에 대해 묻는다. 리는 이그가 알지 못했던 자신과 메린에 대한 것들이 있다고 주장한다.
그날 밤 늦게, 이그는 뱀들이 자신이 가는 곳마다 따라다니는 것을 깨닫고 그들을 이용해 웨이트리스에게 복수한다. 게다가 그는 에릭이 그의 경찰 파트너(그의 감정을 보답하는)에 대한 감정에 따라 행동하게 하고, 테리에게 약물 과다 복용을 강요하여 테리가 메린의 죽음에 대한 기억에 시달리게 한다. 이그는 부두에서 리를 만나 메린의 목걸이를 잡아 뜯는다. 그는 리가 목걸이를 착용하고 있었기 때문에 뿔을 볼 수 없었다는 것을 깨닫는다. 뿔에 노출되자 리는 그 영향 아래 놓여 메린을 죽였다고 자백한다. 회상 장면에서 리는 또한 메린을 사랑했고 어린 시절 내내 이그를 깊이 질투했다. 리는 메린이 오랫동안 자신에게 신호를 보내왔고 자신과 함께하기 위해 이그와 헤어졌다고 생각하며 숲으로 메린을 따라갔다. 메린이 이그를 세상에서 누구보다 사랑한다고 주장하자, 리는 질투심에 그녀를 강간하고 돌로 그녀를 죽이고 그녀의 목걸이를 훔쳐 테리에게 피 묻은 돌을 놓았다. 이어진 대결에서 리는 이그를 제압하고 그의 차에 불을 붙여 이그가 만으로 차를 몰고 가게 한다. 리는 이그가 범죄를 자백하고 자살했다고 주장한다. 뿔은 이그가 끔찍하게 불타고 변형되었음에도 불구하고 살아남게 한다.
이제 이그가 무죄라고 믿는 메린의 아버지는 그에게 메린의 자물쇠 상자 열쇠를 준다. 이그가 메린의 십자가를 착용하자 그의 몸은 회복되고 뿔은 사라진다. 자물쇠 상자에서 그는 메린이 자신이 이그에게 청혼할 것을 알고 있었지만, 암으로 죽어가고 있었고 그가 고통받는 것을 원치 않았기 때문에 다른 사람을 사랑하는 척하며 그를 밀어냈다는 내용의 쪽지를 발견한다.
이그는 리와 대면하고 메린이 살해당한 숲으로 그를 이끈다. 에릭과 테리가 리를 체포하기 위해 도착한다. 리는 살인을 자백하지만, 기쁘게 에릭을 죽이고 테리에게 부상을 입힌다. 이그는 목걸이를 찢어내고 날개 한 쌍이 돋아나고 불꽃이 터져 악마 같은 괴물로 변한다. 리가 치명상을 입혔음에도 불구하고 이그는 자신의 뿔 중 하나로 리를 꿰뚫고 텔레파시로 뱀을 리의 목구멍으로 밀어 넣어 그를 죽인다. 그의 복수가 모든 것을 삼켰다고 말하며 이그는 부상으로 죽고 그의 타오르는 시체는 굳은 재로 변하며, 그는 사후에 메린과 재회한 것으로 보인다.

## 출연

### 주연
- 다니엘 래드클리프
- 주노 템플

### 조연
- 제임스 레마
- 켈리 가너
- 조 앤더슨
- 맥스 밍겔라
- 레인 맥닐
- 캐슬린 퀸란
- 헤더 그레이엄
- 데이빗 모스
- 마이클 애덤스웨이트
- 넬스 렌나슨
- 돈 톰슨
- 제이 브라조
- 알렉스 자하라
- 켄드라 앤더슨
- 크리스틴 윌리스
- 파노우
- 리즈 알렉산더
- 디자이리 주로스키
- 마릴린 노리
- 낸시 시박
- 존 스튜어트
- 딘 워레이

## 기타
- 프로듀서: 캐시 슐만
- 협력프로듀서: 피터 미스로치
- 협력프로듀서: 저스틴 랙즈키위즈
- 조감독: 벅 디치맨
- 미술: 알랜 캐머런
- 세트: 쉐인 뷰우
- 시각효과: 데릭 웬트워스
- 분장: 리타 치코지
- 분장팀: 리 그렌
- 분장팀: 아만다 쿠릭
- 분장팀: 크리스티나 패터슨 세렛
- 의상: 캐롤 비들
- 배역: 데보라 아퀼라
- 배역: 제니퍼 L. 스미스
- 프로덕션매니저: 보니 벤윅